# 豊昇 (鶴ヶ島市の企業)
株式会社豊昇（ほうしょう、英文社名：HOSHO Co.,Ltd. ）は、埼玉県鶴ヶ島市に本社を置く日本の外食事業者。日本マクドナルドのフランチャイジーとして、本社および本店のある埼玉県を中心に、東京都多摩地域、群馬県でマクドナルドの店舗を展開する。関東1都2県で合計73店舗（2022年11月現在）を経営する大手フランチャイジーである。

## 歴史
創業者で現代表取締役社長の田中智行が、22歳から勤めた日本マクドナルドを退職し、2002年4月に独立して株式会社豊昇を設立。同月にフランチャイズ第1号店として、埼玉県本庄市（本庄駅南口）に「マクドナルドアピタ本庄店」を営業開始した（現「マクドナルド本庄店」。詳細は店舗節の#埼玉県を参照）。なお現在も、この1号店がある埼玉県本庄市南1丁目2-10に登記上の本店を置いている。
翌2003年7月には2号店として、埼玉県児玉郡上里町に「マクドナルド上里町七本木ベルク店」を営業開始。2005年12月には3号店として、埼玉県深谷市に「マクドナルド深谷店」を営業開始した（現「深谷上柴店」。詳細は店舗節の#埼玉県を参照）。
その後は、本拠地である埼玉県北部を中心に店舗拡大を続け、2008年には16店、2009年には25店、2010年には32店、2011年には33店まで店舗網を拡大した。
2014年には会社合併を行い、株式会社T&Hへ商号変更した。この合併により八王子市を中心とした多摩地域の店舗を取得し、東京進出により店舗数は一挙に65店へ拡大した。本拠地の埼玉県北部から離れた東京多摩地域に多数の店舗を経営しているのは、この会社合併によるものである。
さらに2015年には群馬県伊勢崎市に「マクドナルド伊勢崎宮古町店」を出店し、店舗数は66店、出店地域は関東1都2県となった。2016年4月には再度商号変更を行い、社名を創業時の「株式会社豊昇」へ戻した。
2022年4月には、会社設立20周年を迎えた。

## 本社・事業所
- 本社：埼玉県鶴ヶ島市太田ヶ谷985-1 オフィス・ワイヴァーン[1]
- 本店所在地：埼玉県本庄市南1丁目2-10[1][2]（マクドナルド本庄店と同一）
- 東京営業部：東京都八王子市三崎町4-8[1]（マクドナルド八王子三崎町店内）
- 福生トレーニングルーム：東京都福生市東町3-5[1]（マクドナルド福生店内）

## 出店地域
2022年11月現在。
埼玉県
- 本庄市、児玉郡（上里町）、深谷市、熊谷市、比企郡（嵐山町・川島町・小川町）、入間郡（毛呂山町）、東松山市、坂戸市、鶴ヶ島市、日高市、川越市、狭山市、入間市、秩父市[7]

東京都
- 八王子市、府中市、国分寺市、国立市、日野市、昭島市、武蔵村山市、福生市、羽村市、青梅市、あきる野市、西多摩郡（瑞穂町・日の出町）[8]

群馬県
- 伊勢崎市[9]

## 店舗
2022年11月現在、埼玉県で41店舗、東京都で31店舗、群馬県で1店舗、合計73店舗を運営する。
すべてマクドナルドの店舗である。店名は「マクドナルド○○店」。

### 埼玉県
本庄市
- 本庄店[7]
  - 本庄駅南口、MEGAドン・キホーテUNY本庄店別館。
  - 旧「アピタ本庄店」、会社設立と同時にフランチャイズ営業を開始した1号店[1]。アピタ本庄店の「MEGAドン・キホーテUNY」への業態転換に伴い一旦閉店[10]、リニューアル後の「MEGAドン・キホーテUNY本庄店」別館に「マクドナルド本庄店」として再出店[7][11]。
- 254児玉店[7]
  - 児玉駅北側、国道254号と国道462号の交差点付近。
- 17号本庄店[7]
  - 国道17号沿いのロードサイド店舗。

児玉郡
- 上里町七本木ベルク店[7]
  - ベルク七本木店内、児玉郡上里町七本木。
  - 2003年7月にフランチャイズ営業を開始した2号店[1]。

深谷市
- 深谷上柴店[7]
  - 籠原駅・深谷駅南側、深谷赤十字病院近く。
  - 旧「深谷店」。2005年にフランチャイズ営業を開始した3号店[1]。また深谷市に初出店したマクドナルド店舗でもあった[12]。旧「深谷店」は深谷市上柴町東5丁目4-3に所在、2012年12月2日に閉店[13]。その後、現在地の上柴町東5丁目7-5に「深谷上柴店」として再出店した[14]。
- 深谷駅前店[7]
  - 深谷駅北口。
- 花園インター店[7]
  - 花園インターチェンジそば。

熊谷市
- 熊谷駅前店[7]
  - 熊谷駅東口。
- 熊谷ヤオコー店[7]
  - 熊谷駅東口、ニットーモール1階、ヤオコー熊谷ニットーモール店内。
- 熊谷バイパス店[7]
  - 国道17号熊谷バイパス沿いのロードサイド店舗。
- イオン熊谷店[7]
  - イオン熊谷店1階。
- 407妻沼イール店[7]
  - 国道407号妻沼バイパス沿いのショッピングセンター「イール妻沼」内[15]。
- 17号籠原新堀店[7]
  - 籠原駅北側、国道17号沿い。
- 140熊谷広瀬店[7]
  - 国道140号沿い、ひろせ野鳥の森駅北側。
- 熊谷佐谷田店[7]
  - ソシオ流通センター駅南口。

比企郡
- 嵐山バイパスヤオコー店[7]
  - ヤオコー嵐山バイパス店内。国道254号（川越街道）嵐山バイパス沿い。比企郡嵐山町。
- 254川島店[7]
  - 国道254号（川越街道）沿いのロードサイド店舗。比企郡川島町。
- 254小川町店[7]
  - 国道254号（川越街道）沿いのロードサイド店舗。比企郡小川町。

入間郡
- 毛呂山店[7]
  - 県道114号沿い、武州長瀬駅北側。入間郡毛呂山町。

東松山市
- 高坂駅前店[7]
  - 高坂駅西口。
- 407高坂店[7]
  - 国道407号沿いのロードサイド店舗。
- 407東松山店[7]
  - 国道407号沿いのロードサイド店舗。

坂戸市
- 若葉店[7]
  - 若葉駅東口。
- 坂戸千代田ヤオコー店[7]
  - ヤオコー坂戸千代田店内、坂戸駅東側。
- にっさい花みず木店[7]
  - 県道39号沿い、坂戸市にっさい花みず木。

鶴ヶ島市
- 鶴ケ島コモディイイダ店
  - 鶴ヶ島駅西口、コモディイイダ鶴ヶ島店内。
- 407鶴ヶ島店
  - 国道407号沿いのロードサイド店舗。

日高市
- 日高下鹿山店[7]
  - 県道15号沿いのロードサイド店舗。

川越市
- 川越U_PLACE店[7]
  - 川越駅西口「川越U_PLACE（ユープレイス）」内。
- 川越マイン店[7]
  - 川越駅東口、東武ストア川越マイン内。
- 川越クレアモール店[7]
  - 本川越駅東口、クレアモール商店街。
- 東武霞ヶ関店[7]
  - 霞ヶ関駅南口。
- 川越伊勢原いなげや店[7]
  - いなげや川越伊勢原店内。霞ヶ関駅西側、的場駅北側。
- 川越上寺山店[7]
  - 県道160号沿いのロードサイド店舗。西川越駅北側。
- 16号古屋店[7]
  - 南古谷駅北側、国道16号沿い。
- 16号南大塚店[7]
  - 南大塚駅北側、国道16号沿い。川越インターチェンジそば。

狭山市
- 西武新狭山駅前店[7]
  - 新狭山駅北口。

入間市
- 16号入間宮寺店[7]
  - 国道16号沿いのロードサイド店舗。

秩父市
- 秩父公園橋ベルク店[7]
  - ベルク公園橋店内。
- 140秩父店[7]
  - 秩父駅東口、国道140号沿い。

### 東京都
八王子市
- 八王子三崎町店[8]
  - 八王子駅北口。八王子市三崎町、西放射線通り商店街「八王子ユーロード」付近（商店会には加盟していない[16]）。
  - 同店内に「東京営業部」を置く[1]。
- 京王八王子店[8]
  - 京王八王子駅直結、京王八王子ショッピングセンター2階。
- 西八王子店[8]
  - 西八王子駅北口。
- 高尾ダイエー店[8]
  - 高尾駅南口、グルメシティ高尾店内（旧：ダイエー高尾店）。
- 八王子イトーヨーカドー店[8]
  - 狭間駅南口、イトーヨーカドー八王子店1階フードコート内[17]。
- 八王子左入橋店[8]
  - 国道16号八王子バイパス沿いのロードサイド店舗。八王子市宇津木町、左入橋交差点付近。
- 八王子楢原町店[8]
  - 秋川街道沿いのロードサイド店舗。八王子市楢原町。
- 20号八王子並木町店[8]
  - 国道20号（甲州街道）沿いのロードサイド店舗。八王子市並木町。
- 八王子みなみ野三和店[8]
  - 八王子みなみ野駅前、三和八王子みなみ野店内。Mioみなみ野ショッピングセンター1階[18]。

府中市
- 分倍河原駅前店[8]
  - 分倍河原駅前。
- 府中本宿町店[8]
  - 都道17号沿いのロードサイド店舗。北府中駅西側。
- 府中中河原ライフ店[8]
  - 中河原駅前、ライフ中河原店2階（ステーザ府中中河原）。
- 四谷橋通り府中店[8]
  - 国道20号沿いのロードサイド店舗。西府駅西側、中河原駅北側。

国分寺市
- 国分寺店[8]
  - 国分寺駅北口直結「cocobunji WEST」1・2階[19]。
  - 旧「国分寺駅前店」。国分寺駅北口再開発による立ち退きで2013年8月25日に閉店後、2018年4月1日に開業した再開発ビル「シティタワー国分寺 ザ・ツイン cocobunji WEST」へ移転する形で同日に再出店[20]。

国立市
- 国立店[8]
  - 国立駅南口。

日野市
- 高幡不動店[8]
  - 高幡不動駅南口。

武蔵村山市
- 新青梅武蔵村山店[8]
  - 新青梅街道沿いのロードサイド店舗。武蔵村山市岸。

昭島市
- 昭島店[8]
  - 都道162号沿いのロードサイド店舗。中神駅・昭島駅北側。
- 拝島イトーヨーカドー店[8]
  - イトーヨーカドー拝島店1階フードコート内[21]。
- 中神駅前店[8]
  - 中神駅南口。
- ザ・ビッグ昭島店[8]
  - ザ・ビッグ昭島店3階[22]。

福生市
- 福生店[8]
  - 福生駅東口。
  - 同店内に「福生トレーニングルーム」を置く[1]。
- 東福生マルフジ店[8]
  - 東福生駅西口。マルフジ東福生店内。

羽村市
- 小作店[8]
  - 小作駅北口。

青梅市
- 千ヶ瀬マルフジ店[8]
  - 東青梅駅南側、青梅市千ヶ瀬町。ショッピングセンター「プラザ5」1階、マルフジ千ヶ瀬店内[23]。

あきる野市
- あきる野とうきゅう店[8]
  - あきる野とうきゅう内。あきる野市小川東。

西多摩郡
- 箱根ヶ崎店[8]
  - 国道16号沿いのロードサイド店舗。瑞穂町大字箱根ヶ崎。
- 瑞穂ジョイフル本田店[8]
  - ジョイフル本田瑞穂店フードコート内[24]。瑞穂町大字殿ケ谷。
- イオンモール日の出店[8]
  - イオンモール日の出3階フードコート内。

### 群馬県
伊勢崎市
- 伊勢崎宮古町店[9]
  - 県道2号沿い、伊勢崎オートレース場近く。
  - 沿道にはベイシア西部モール店、カインズ伊勢崎店などが立ち並び、ロードサイド店舗街となっている。